# 270 파크 애비뉴 (2021년~현재)
270 파크 애비뉴(영어: 270 Park Avenue) 또는 JP모건 체이스 빌딩(영어: JPMorgan Chase Building)은 미국 뉴욕 맨해튼의 마천루다. 원래 이 자리에는 270 파크 애비뉴라는 216m 짜리 건물이 세워져 있었으나 2021년 완전히 철거되었다.